# Saint-Laurent-du-Maroni
Saint-Laurent-du-Maroni ist eine Stadt mit 51.732 Einwohnern (Stand 1. Januar 2022) im Nordwesten von Französisch-Guayana nahe der Mündung des Maroni an der Staatsgrenze zu Suriname.
Seit 2007 besteht eine Städtepartnerschaft mit Saint-Joseph auf Martinique.

## Geschichte
Während der Französischen Revolution kam es ersmals zu Verbannungen in die Kolonie. Saint-Laurent-du-Maroni wurde auf Initiative von Napoleon III. 1858 als Strafkolonie, ein sogenanntes Bagne, gegründet. 1880 wurde der Ort eine Strafvollzugsgemeinde (Commune pénitentiaire special). Ungeachtet des Vergehens konnte deportiert werden, wer ein Delikt wiederholte.

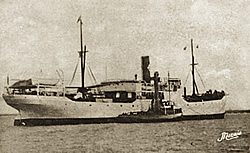
Die Martinière, eines der Gefängnisschiffe, mit denen Verurteilte von Frankreich nach Französisch-Guayana deportiert wurden

Da Neukaledonien 1897 aufgehört hatte, eine Strafkolonie zu sein, wuchs hier die Zahl der Verschleppten. Der Ort wurde als Durchgangslager für die meist nach kurzer Zeit tödlichen Gefängnisse auf der Teufelsinsel genutzt. Der Kolonialinspektor Georges Gayet übte Kritik an den Zuständen, doch als der Journalist Albert Londres die Straflager von Saint-Laurent-du-Maroni 1923 besuchte, um über die Zustände zu berichten, erfuhr die breite Öffentlichkeit von härtester Arbeit unter schwersten Bedingungen und drakonischen Disziplinarstrafen schon bei kleinstem Widerstand.
Die Stadt und ihr Straflager sind auch durch den Roman Papillon (1969) von Henri Charrière bekannt geworden. Die linke Regierung des Front populaire unterbrach die Deportationen 1936, konnte die Gefängnisse aber nicht aufheben. Unter dem rechten Vichy-Regime, das im Zweiten Weltkrieg mit den deutschen Besatzern Frankreichs kollaborierte, wurden die Gefängnisabläufe noch sadistischer. Die Sterblichkeit erreichte 1942 die Hälfte der Verbannten. Zur Zwangsarbeit Verurteilte wurden bis 1945 nach Saint-Laurent-du-Maroni deportiert. Am 1. August 1953 ist der letzte Transport überlebener Gefangener, die freiwillig nach Frankreich zurückkehrten, in Guayana ausgelaufen.
Da die überlebenden Gefangenen selbst nach abgedienten Gefängnisstrafen nur selten nach Frankreich zurückkehren konnten, blieben sie im Land. So war eine niedergelassene Gemeinschaft aus Franzosen, Indigenen Völkern und anderen Verschleppten entstanden. Erst 1949 gab es für sie freie Wahlen und Saint-Laurent-du-Maroni wurde als eigenständige Gemeinde konstituiert.
Am 18. Mai 2025 wurde in Saint-Laurent-du-Maroni eine neue Uferstraße eingeweiht. Sophie Charles, die Bürgermeisterin der Stadt, verurteilte dabei in ihrer Rede die Pläne von Justizminister Gérald Darmanin, in Französisch-Guayana wieder eine Strafkolonie errichten zu wollen.

## Söhne und Töchter der Stadt
- Raoul Diagne (1910–2002), französischer Fußballspieler und -trainer
- Léon Bertrand (* 1951), französischer Politiker (UMP), Minister für Umwelt, Energie, Übersee (2002–2007)
- Danis Civil (* 1988), französischer Breaker
- Florian Jozefzoon (* 1991), surinamisch-niederländischer Fußballspieler
- Oriane Jean-François (* 2001), französische Fußballspielerin